# Tumba de Vix
Tumba de Vix es una sepultura principesca de las llamadas de carro que apareció al excavar la necrópolis de un oppidum hallstático situado junto a la ciudad francesa de Vix, en el norte de Borgoña, Francia. Forma parte de un importante complejo prehistórico de los períodos célticos Hallstatt y La Téne, que comprende un asentamiento fortificado importante y varios túmulos funerarios. Ha llegado intacta hasta nuestros días, y entre el ajuar funerario, destaca una gigantesca crátera de bronce de origen griego, lo que confirma la existencia de relaciones económicas entre el Mediterráneo y el centro de Europa ya en el siglo VI a. C.

## Historia del hallazgo
En enero de 1953, en el promontorio del Mont Lassois, vecino al pueblecito de Vix, un equipo de arqueólogos que había reemprendido las excavaciones efectuadas antes de la II Guerra Mundial por Jean Lagorgette, descubre la tumba de una princesa, una dama de 1,60 de estatura, fallecida a los 40 años y que sufría de tortícolis y reumatismo. Forma parte de un importante complejo prehistórico de los períodos célticos Hallstatt y La Téne, que comprende un asentamiento fortificado importante y varios túmulos funerarios.
Esa mujer vivió hace 25 siglos y desde lo alto de la colina -306 metros- controlaba las caravanas de comerciantes que, procedentes del Báltico o de las islas británicas, se dirigían hacia el Mediterráneo asegurando el comercio de estaño, ámbar y vino, del que ella y los suyos sacaban gran provecho. 
La princesa de Vix fue enterrada con el mayor vaso de bronce conocido del siglo VI antes de Cristo, un recipiente de 208 kilos de peso y 1,64 metros de alto. 
Este hallazgo permitió dibujar los contornos de una civilización celta, una civilización que coexiste con la de los griegos y la de los etruscos, que ocupaban un territorio que iba entonces desde lo que hoy es Hungría hasta el Atlántico, que tenían en común tradiciones funerarias, artísticas y ciertas características idiomáticas. 
Vix se situaba no sólo en un cruce de dos grandes rutas, sino también en el límite de navegabilidad del Sena. El estaño, procedente de lo que hoy son las islas británicas, viajaba hacia Etruria y Grecia para que los artesanos pudieran elaborar el bronce indispensable para sus armas y estatuas. O para vasos gigantes como el que acompañaba a la princesa en su viaje al más allá, probablemente fundido en Sybaris. 
El esqueleto fue hallado entre los restos de un carruaje del que ahora se proponen diversas hipótesis de reconstrucción. Ese carro, de ruedas de 74,5 centímetros de diámetro, con la rodadura recubierta de hierro y la rueda a radios, incluía numerosos detalles decorativos que debían confirmar el estatus del personaje que viajaba en él.
Si en la costa norte del Mediterráneo predominan las formas figurativas, entre los celtas la preferencia es por la abstracción y la simbólica geometría. En las alhajas, los motivos decorativos son casi siempre de esa naturaleza, pero la princesa de Vix aprovechó el carácter de encrucijada de caminos de su pequeña fortaleza para hacerse con un ajuar de origen diverso que incluye un formidable collar de oro con un caballo alado como tema.
La cámara funeraria de Vix, de apenas nueve metros cuadrados, permaneció olvidada durante 2.500 años, sin duda porque el progreso del lugar debió desaparecer con la princesa, hundiéndose en la noche de los siglos. Hubo que esperar a que un profesor de filosofía de la vecina localidad de Châtillon, René Joffroy, desafiase a la nieve de 1953 para que el esqueleto de la princesa y los objetos que la rodeaban volviesen a salir a la luz. 
Vix supuso un modelo de organización sociopolítico de tipo preurbano, un entramado de ciudades principescas, con una notable estratificación social en su interior, más compleja que la simple aristocracia de los guerreros.